# Tour de France 2024/16. Etappe
Die 16. Etappe der Tour de France 2024 fand am 16. Juli 2024 statt. Sie bildete den Auftakt der dritten Woche der 111. Austragung des französischen Etappenrennens. Die Strecke führte von Gruissan über 188,6 flache Kilometer nach Nîmes. Nach der Etappe hatten die Fahrer 2828,8 Kilometer absolviert, was 80,89 % der Gesamtdistanz entspricht.
Den Etappensieg sicherte sich der Belgier Jasper Philipsen (Alpecin-Deceuninck) im Massensprint vor Phil Bauhaus (Bahrain Victorious) und Alexander Kristoff (Uno-X Mobility). Tadej Pogačar (UAE Team Emirates) verteidigte das Gelbe Trikot.

## Streckenverlauf
Der neutralisierte Start erfolgte in Gruissan auf dem Boulevard du Pech Maynaud. Nach wenigen Kilometern wurde die D332 beim Stade de Mateille erreicht, der die Fahrer entlang der Mittelmeerküste bis Saint-Pierre-la-Mer folgten. Hier erfolgte nach 12,6 Kilometern der Start auf der D1118.
Nach dem offiziellen Start führte die Strecke von Fleury nach Béziers, ehe es über Pézenas, Montagnac, Gignac und Aniane zum einzigen Zwischensprint ging, der auf einer kleinen Anhöhe nach 96,1 Kilometern vor Viols-le-Fort auf der D32 ausgefahren wurde. Im Anschluss wurde auf der weiteren Fahrt Richtung Westen Saint-Martin-de-Londres durchfahren, bevor der Anstieg der Côte de Fambetou (242 m) in Angriff genommen wurde. Diese wurde nach 112,6 Kilometern überquert und galt als Bergwertung der 4. Kategorie. Nördlich von Montpellier ging es daraufhin über Saint-Mathieu-de-Tréviers, Saint-Bauzille-de-Montmel und Sommières nach Vergèze. Im Finale wurde zunächst die D135 bis Rodilhan befahren, ehe es auf der D999 ins Zentrum von Nîmes ging. 2,4 Kilometer vor dem Ziel bogen die Fahrer bei einem Kreisverkehr links auf den Boulevard du Président Salvador Allende ab. Diesem folgten sie auf den letzten Kilometern auf geradem Weg Richtung Ziel, das sich kurz vor der Kreuzung mit der D42A befand. Im Finale mussten drei Kreisverkehre durchfahren werden, wobei den Fahrern zwei Fahrspuren zur Verfügung standen.
|                            | Ort                                  | Kilometer | Länge (km) | Höhe (m) | Ø Steigung | max. Steigung |
| -------------------------- | ------------------------------------ | --------- | ---------- | -------- | ---------- | ------------- |
| neutralisierter Start      | Gruissan (Boulevard du Pech Maynaud) | −12,6     |            |          |            |               |
| offizieller Start          | Fleury (D1118)                       | 0,0       |            |          |            |               |
| Zwischensprint             | Viols-le-Fort (Les Matellettes)      | 96,1      |            |          |            |               |
| Bergwertung (4. Kategorie) | Côte de Fambetou                     | 112,6     | 1,2        | 242      | 5 %        |               |
| Ziel                       | Nîmes                                | 188,6     |            |          |            |               |

## Rennverlauf
Nach dem Ruhetag gingen Maxim Van Gils (Lotto Dstny) und Chris Harper (Jayco AlUla) nicht an den Start der 16. Etappe. Nachdem das Rennen freigegeben worden war, setzten sich mit Stefan Küng (Groupama-FDJ) und Sandy Dujardin (TotalEnergies) zwei Fahrer vom Hauptfeld ab. Die beiden ließen sich jedoch rasch wieder einholen. Das Peloton absolvierte im Anschluss die ersten 100 Kilometer geschlossen. Beim Zwischensprint holte sich Bryan Coquard (Cofidis) die meisten Punkte, während sich Jasper Philipsen (Alpecin-Deceuninck) als Zweiter vor Anthony Turgis (TotalEnergies) und Biniam Girmay (Intermarché-Wanty), dem Führenden in der Punktewertung, durchsetzte.
Rund 92 Kilometer vor dem Ziel löste sich der Franzose Thomas Gachignard (TotalEnergies) vom Hauptfeld und bestritt die nachfolgenden Kilometer als Solist. Er sicherte sich die Bergwertung auf der Côte de Fambetou, ehe er 25 Kilometer vor dem Ziel gestellt wurde. Im Finale kamen Biniam Girmay und Marijn van den Berg (EF Education-EasyPost) an der 3-Kilometer-Marke zu Sturz. Im Zielsprint setzte sich Jasper Philipsen vor Phil Bauhaus (Bahrain Victorious) und Alexander Kristoff (Uno-X Mobility) durch.
In der Gesamtwertung kam es zu keinen nennenswerten Veränderungen. Tadej Pogačar (UAE Team Emirates) lag weiterhin drei Minuten und neun Sekunden vor Jonas Vingegaard (Visma-Lease a Bike). Der Gesamtdritte Remco Evenepoel (Soudal Quick-Step), der die Nachwuchswertung anführt, wies einen Rückstand von fünf Minuten und 19 Sekunden auf. In der Punktewertung reduzierte Jasper Philipsen mit seinem dritten Etappensieg seinen Rückstand auf 32 Punkte. Biniam Girmay, der im Zielsprint aufgrund des Sturzes keine Punkte holte, verteidigte jedoch das Grüne Trikot. In der Bergwertung lag weiterhin Tadej Pogačar an der Spitze, während das UAE Team Emirates nach wie vor die Mannschaftswertung anführte. Thomas Gachignard wurde aufgrund seiner Solo-Fahrt zum kämpferischsten Fahrer gewählt. Aufgrund der zwei Nicht-Starter verblieben 150 Fahrer im Rennen.

## Ergebnis
| \| Etappenergebnis \| Etappenergebnis \| Etappenergebnis \| Etappenergebnis \| Etappenergebnis \| \| Fahrer \| Fahrer \| Land \| Team \| Zeit \| \| --------------- \| ------------------ \| --------------- \| -------------------------- \| --------------- \| \| 1. \| Jasper Philipsen \| Belgien \| Alpecin-Deceuninck \| 4 h 11 min 27 s \| \| 2. \| Phil Bauhaus \| Deutschland \| Bahrain Victorious \| + 0 s \| \| 3. \| Alexander Kristoff \| Norwegen \| Uno-X Mobility \| + 0 s \| \| 4. \| Sam Bennett \| Irland \| Decathlon-AG2R La Mondiale \| + 0 s \| \| 5. \| Wout van Aert \| Belgien \| Team Visma \\| Lease a Bike \| + 0 s \| \| 6. \| Pascal Ackermann \| Deutschland \| Israel-Premier Tech \| + 0 s \| \| 7. \| Bryan Coquard \| Frankreich \| Cofidis \| + 0 s \| \| 8. \| Søren Wærenskjold \| Norwegen \| Uno-X Mobility \| + 0 s \| \| 9. \| Ryan Gibbons \| Südarfika \| Lidl-Trek \| + 0 s \| \| 10. \| Danny van Poppel \| Niederlande \| Red Bull-Bora-Hansgrohe \| + 0 s \| |                    |             |                            |                 |
| |                    |             |                            |                 |
| Quellen: ProCyclingStats Cycling Quotient |                    |             |                            |                 |
| Etappenergebnis |                    |             |                            |                 |
| Fahrer | Fahrer             | Land        | Team                       | Zeit            |
| 1. | Jasper Philipsen   | Belgien     | Alpecin-Deceuninck         | 4 h 11 min 27 s |
| 2. | Phil Bauhaus       | Deutschland | Bahrain Victorious         | + 0 s           |
| 3. | Alexander Kristoff | Norwegen    | Uno-X Mobility             | + 0 s           |
| 4. | Sam Bennett        | Irland      | Decathlon-AG2R La Mondiale | + 0 s           |
| 5. | Wout van Aert      | Belgien     | Team Visma \| Lease a Bike | + 0 s           |
| 6. | Pascal Ackermann   | Deutschland | Israel-Premier Tech        | + 0 s           |
| 7. | Bryan Coquard      | Frankreich  | Cofidis                    | + 0 s           |
| 8. | Søren Wærenskjold  | Norwegen    | Uno-X Mobility             | + 0 s           |
| 9. | Ryan Gibbons       | Südarfika   | Lidl-Trek                  | + 0 s           |
| 10. | Danny van Poppel   | Niederlande | Red Bull-Bora-Hansgrohe    | + 0 s           |

## Gesamtstände
| \| Gesamtwertung \| Gesamtwertung \| Gesamtwertung \| Gesamtwertung \| Gesamtwertung \| \| Fahrer \| Fahrer \| Land \| Team \| Zeit \| \| ------------- \| ----------------- \| ---------------------- \| -------------------------- \| ---------------- \| \| 1. \| Tadej Pogačar \| Slowenien \| UAE Team Emirates \| 67 h 35 min 56 s \| \| 2. \| Jonas Vingegaard \| Dänemark \| Team Visma \\| Lease a Bike \| + 3 min 09 s \| \| 3. \| Remco Evenepoel \| Belgien \| Soudal Quick-Step \| + 5 min 19 s \| \| 4. \| João Almeida \| Portugal \| UAE Team Emirates \| + 10 min 54 s \| \| 5. \| Mikel Landa \| Spanien \| Soudal Quick-Step \| + 11 min 21 s \| \| 6. \| Carlos Rodríguez \| Spanien \| Ineos Grenadiers \| + 11 min 27 s \| \| 7. \| Adam Yates \| Vereinigtes Königreich \| UAE Team Emirates \| + 13 min 38 s \| \| 8. \| Giulio Ciccone \| Italien \| Lidl-Trek \| + 15 min 48 s \| \| 9. \| Derek Gee \| Kanada \| Israel-Premier Tech \| + 16 min 12 s \| \| 10. \| Santiago Buitrago \| Kolumbien \| Bahrain Victorious \| + 16 min 32 s \| |                   |                        |                            |                  |
| |                   |                        |                            |                  |
| Quellen: ProCyclingStats Cycling Quotient |                   |                        |                            |                  |
| Gesamtwertung |                   |                        |                            |                  |
| Fahrer | Fahrer            | Land                   | Team                       | Zeit             |
| 1. | Tadej Pogačar     | Slowenien              | UAE Team Emirates          | 67 h 35 min 56 s |
| 2. | Jonas Vingegaard  | Dänemark               | Team Visma \| Lease a Bike | + 3 min 09 s     |
| 3. | Remco Evenepoel   | Belgien                | Soudal Quick-Step          | + 5 min 19 s     |
| 4. | João Almeida      | Portugal               | UAE Team Emirates          | + 10 min 54 s    |
| 5. | Mikel Landa       | Spanien                | Soudal Quick-Step          | + 11 min 21 s    |
| 6. | Carlos Rodríguez  | Spanien                | Ineos Grenadiers           | + 11 min 27 s    |
| 7. | Adam Yates        | Vereinigtes Königreich | UAE Team Emirates          | + 13 min 38 s    |
| 8. | Giulio Ciccone    | Italien                | Lidl-Trek                  | + 15 min 48 s    |
| 9. | Derek Gee         | Kanada                 | Israel-Premier Tech        | + 16 min 12 s    |
| 10. | Santiago Buitrago | Kolumbien              | Bahrain Victorious         | + 16 min 32 s    |

| Punktewertung | Punktewertung    | Punktewertung | Punktewertung              | Punktewertung |
| Fahrer        | Fahrer           | Land          | Team                       | Punkte        |
| ------------- | ---------------- | ------------- | -------------------------- | ------------- |
| 1.            | Biniam Girmay    | Eritrea       | Intermarché-Wanty          | 376 P.        |
| 2.            | Jasper Philipsen | Belgien       | Alpecin-Deceuninck         | 344 P.        |
| 3.            | Bryan Coquard    | Frankreich    | Cofidis                    | 179 P.        |
| 4.            | Anthony Turgis   | Frankreich    | TotalEnergies              | 156 P.        |
| 5.            | Arnaud De Lie    | Belgien       | Lotto Dstny                | 153 P.        |
| 6.            | Tadej Pogačar    | Slowenien     | UAE Team Emirates          | 136 P.        |
| 7.            | Jonas Abrahamsen | Norwegen      | Uno-X Mobility             | 133 P.        |
| 8.            | Wout van Aert    | Belgien       | Team Visma \| Lease a Bike | 130 P.        |
| 9.            | Pascal Ackermann | Deutschland   | Israel-Premier Tech        | 118 P.        |
| 10.           | Fernando Gaviria | Kolumbien     | Movistar Team              | 118 P.        |

| Bergwertung | Bergwertung      | Bergwertung | Bergwertung                | Bergwertung |
| Fahrer      | Fahrer           | Land        | Team                       | Punkte      |
| ----------- | ---------------- | ----------- | -------------------------- | ----------- |
| 1.          | Tadej Pogačar    | Slowenien   | UAE Team Emirates          | 77 P.       |
| 2.          | Jonas Vingegaard | Dänemark    | Team Visma \| Lease a Bike | 58 P.       |
| 3.          | Remco Evenepoel  | Belgien     | Soudal Quick-Step          | 42 P.       |
| 4.          | Jonas Abrahamsen | Norwegen    | Uno-X Mobility             | 36 P.       |
| 5.          | Oier Lazkano     | Spanien     | Movistar Team              | 35 P.       |
| 6.          | David Gaudu      | Frankreich  | Groupama-FDJ               | 30 P.       |
| 7.          | Carlos Rodríguez | Spanien     | Ineos Grenadiers           | 24 P.       |
| 8.          | Richard Carapaz  | Ecuador     | EF Education-EasyPost      | 22 P.       |
| 9.          | Ben Healy        | Irland      | EF Education-EasyPost      | 21 P.       |
| 10.         | Javier Romo      | Spanien     | Movistar Team              | 18 P.       |

| Nachwuchswertung | Nachwuchswertung           | Nachwuchswertung   | Nachwuchswertung           | Nachwuchswertung  |
| Fahrer           | Fahrer                     | Land               | Team                       | Zeit              |
| ---------------- | -------------------------- | ------------------ | -------------------------- | ----------------- |
| 1.               | Remco Evenepoel            | Belgien            | Soudal Quick-Step          | 66 h 13 min 10 s  |
| 2.               | Carlos Rodríguez           | Spanien            | Ineos Grenadiers           | + 6 min 08 s      |
| 3.               | Santiago Buitrago          | Kolumbien          | Bahrain Victorious         | + 11 min 13 s     |
| 4.               | Matteo Jorgenson           | Vereinigte Staaten | Team Visma \| Lease a Bike | + 14 min 56 s     |
| 5.               | Ben Healy                  | Irland             | EF Education-EasyPost      | + 24 min 07 s     |
| 6.               | Javier Romo                | Spanien            | Movistar Team              | + 42 min 46 s     |
| 7.               | Ilan Van Wilder            | Belgien            | Soudal Quick-Step          | + 1 h 09 min 22 s |
| 8.               | Tobias Halland Johannessen | Norwegen           | Uno-X Mobility             | + 1 h 21 min 39 s |
| 9.               | Jordan Jegat               | Frankreich         | TotalEnergies              | + 1 h 43 min 04 s |
| 10.              | Romain Grégoire            | Frankreich         | Groupama-FDJ               | + 1 h 49 min 59 s |

| Mannschaftswertung | Mannschaftswertung         | Mannschaftswertung           | Mannschaftswertung |
| Team               | Team                       | Land                         | Zeit               |
| ------------------ | -------------------------- | ---------------------------- | ------------------ |
| 1.                 | UAE Team Emirates          | Vereinigte Arabische Emirate | 198 h 48 min 20 s  |
| 2.                 | Team Visma \| Lease a Bike | Niederlande                  | + 54 min 16 s      |
| 3.                 | Soudal Quick-Step          | Belgien                      | + 59 min 43 s      |
| 4.                 | Ineos Grenadiers           | Vereinigtes Königreich       | + 1 h 20 min 03 s  |
| 5.                 | Lidl-Trek                  | Vereinigte Staaten           | + 2 h 03 min 58 s  |
| 6.                 | EF Education-EasyPost      | Vereinigte Staaten           | + 2 h 23 min 01 s  |
| 7.                 | Movistar Team              | Spanien                      | + 2 h 23 min 36 s  |
| 8.                 | Bahrain Victorious         | Bahrain                      | + 2 h 26 min 00 s  |
| 9.                 | Red Bull-Bora-Hansgrohe    | Deutschland                  | + 2 h 29 min 56 s  |
| 10.                | Israel-Premier Tech        | Israel                       | + 3 h 09 min 58 s  |

## Ausgeschiedene Fahrer
- Chris Harper (Team Jayco AlUla) ging aufgrund eines positiven COVID-19-Tests nicht an den Start[4]
- Maxim Van Gils (Lotto Dstny) ist nicht gestartet[5]